# 플루오로붕산
플루오로붕산은 화학식이 H3OBF4인 무기화합물이다. 플루오린 붕산은 다른 플루오린 염의 원료물질로 생산된다. 이것은 강산이며, 부식성이고, 피부에 손상을 줄 수 있다.

## 플루오로붕산의 종류
- H[B(OH)4]
- H[BF(OH)3]
- H[BF2(OH)2]
- H[BF3(OH)]
- H[BF4]

## 같이 보기
- 플루오로황산
- 플루오로안티몬산